# Intendencia de Arizpe
La Intendencia de Arizpe o Gobernación-Intendencia de Arizpe fue una intendencia indiana que formó parte de la comandancia general de las Provincias Internas dentro del virreinato de Nueva España en el Imperio español. Por poco tiempo también integró el Primer Imperio Mexicano hasta su transformación en provincia de Sonora y Sinaloa con diputación provincial dentro de ese imperio. Su territorio comprendía los actuales estados mexicanos de Sonora y de Sinaloa así como la parte sur del estado de Arizona, en los Estados Unidos. Su capital fue Arizpe, situada sobre el río Sonora. Fue la tercera intendencia creada en América por la corona española y funcionó de manera experimental hasta la generalización del régimen de intendencias en Nueva España en 1786.

## Antecedentes
Tras la recuperación de La Habana, que estaba ocupada por los británicos, el rey Carlos III ordenó instaurar el 31 de octubre de 1764 en la Capitanía General de Cuba la primera intendencia americana: la de Ejército y Real Hacienda de La Habana. En 1764 se dictaron para ella unas ordenanzas –a la que se introdujeron cambios en 1765 y 1767–, determinándose que el intendente de La Habana lo era de "ejército y hacienda", para darle una importante intervención en temas económicos, pero careciendo de competencias políticas. En 1766 fue creada la intendencia de Nueva Orleans en la Luisiana española, que era de Ejército y Real Hacienda.
Para poder incrementar la defensa de las costas del mar Caribe y estudiar la manera de obtener más recursos económicos, el rey Carlos III nombró el 14 de marzo de 1765 a José de Gálvez como visitador general de Nueva España, con autoridad superior al virrey. Gálvez propuso al rey en un Informe y Plan de Intendencias, firmado por él y por el virrey Carlos Francisco de Croix, el establecimiento del régimen de intendentes en el virreinato, similar al que se aplicaba en España.
El gobierno de Sonora y Sinaloa se hallaba en un área de frontera en guerra contra indígenas nómadas como los apaches y los seris, mientras que otros pueblos, como los pimas, ópatas, yaquis y mayos se hallaban establecidos en misiones, pero que causaron frecuentes rebeliones. Desde 1741 fueron creados presidios militares en Sonora para vigilar a esos pueblos: Buenavista para los yaquis; Pitic (actual Hermosillo) y Horcasitas para los seris y pimas; Altar, Tucson (en el actual estado de Arizona), Santa Cruz de Terrenate y Fronteras para los apaches. Dos compañías milicianas de ópatas fueron ubicadas en los pueblos de Bacoachi y Bavispe. En Sinaloa la situación indígena era más estable y solo existía el presidio de San Juan Bautista de Mazatlán, custodiado por 4 compañías disciplinadas de milicianos pardos.

## Creación de la intendencia de Arizpe
Con el fin de obtener una mejora en la recaudación impositiva y sin esperar la aprobación real, Gálvez propuso en 1769 al virrey Croix la creación de las intendencias de las Californias y de Sonora, designando el virrey a Matías de Armona y luego a Felipe Barri para la primera y a Eusebio Ventura Beleña para la segunda, pero no se llegaron a implementar. El 18 de junio de 1770 el virrey Croix designó a Pedro Corbalán como intendente interino de Sonora poniendo en funcionamiento la intendencia de Arizpe bajo subordinación del gobernador de Sonora y Sinaloa. El régimen empleado fue la ordenanza dictada para La Habana en 1764. La existencia en un mismo territorio de un gobernador y de un intendente supuso una serie de conflictos jurisdiccionales entre ellos al no ser clara sus competencias, por lo que en 1777 ambos cargos fueron reunidos, permaneciendo Corbalán en esas funciones hasta 1787. Al asumir como gobernador Corbalán no ejerció el mando militar al ser un civil, debiendo ejercerlo el comandante de armas Juan Bautista de Anza y luego sus sucesores Pedro de Tueros y Jacobo de Ugarte, subordinados al comandante general. 
Corbalán debió organizar la Real Hacienda en el territorio al no existir hasta entonces en él ninguna dependencia de ese ramo. Se dedicó a confeccionar padrones y cuentas de tributarios. Puso en funcionamiento la Real Caja de Álamo para que los mineros de la intendencia quintaran sus metales y para distribuir azogue, ambos en calidad de estancos, pero a causa de la oposición de los mineros del sur la trasladó en 1783 a El Rosario. En 1780 creó en Arizpe una pagaduría de la Real Caja para atender el pago de presidios y misiones.

## Creación de la comandancia general de las Provincias Internas
La creación de la comandancia general de las Provincias Internas fue propuesta por el visitador general Gálvez y por el virrey Croix en una carta al rey de fecha 23 de enero de 1768, razón por la cual este la aprobó en julio de 1769 designando al general Teodoro de Croix, sobrino del virrey, como gobernador y comandante general de las provincias de Sinaloa, Sonora, Californias y Nueva Vizcaya. Sin embargo de la designación, la comandancia no se efectivizó hasta que el rey expidió instrucciones al comandante general por real cédula del 22 de agosto de 1776.
La nueva demarcación tenía como finalidad dar un mando militar unificado a las provincias septentrionales de la Nueva España, mejorar su defensa y promover la expansión y colonización del territorio, que era amenazado por otros países y por las inscursiones y rebeliones indígenas. En las instrucciones a Croix el rey ordenó que la comandancia general fuese solo nominalmente dependiente del virrey, dependiendo directamente de su persona. El rey dispuso que la sede del comandante fuese inicialmente el pueblo de Arizpe, pudiendo este elegir otro lugar si así le convenía.
Croix llegó a Arizpe en octubre de 1779 para instalar allí su residencia, declarándola capital de la comandancia general por bando del 12 de enero de 1780. En 1782 el rey otorgó a Arizpe la categoría de ciudad. En Arizpe Croix creó una casa de moneda y en 1782 el Banco de San Carlos. Cuando en 1786 la comandancia general fue subdividida en tres distritos militares, la intendencia de Arizpe quedó en el distrito bajo la dependencia directa del comandante general. Al ser restructurada la comandancia general el 3 de diciembre de 1787, la intendencia de Arizpe fue incluida en la comandancia general de las Provincias Internas del Poniente, hasta la reunificación en noviembre de 1790 y nueva división en 1813.

## Implementación del sistema de intendencias en Nueva España
Estando ya José de Gálvez al frente de la Secretaría de Estado y del Despacho Universal de Indias, como parte de las denominadas reformas borbónicas el 4 de diciembre de 1786 el rey Carlos III firmó la Real Ordenanza de Intendentes de Ejército y Provincia de Nueva-España que creó otras once intendencias en el virreinato de Nueva España, reemplazando por partidos a los corregimientos, alcaldías mayores y otras jurisdicciones provinciales. El virrey fue confirmado en todas sus atribuciones, aunque debió dejar los asuntos de la Real Hacienda en manos de un superintendente subdelegado de Real Hacienda, del cual dependían 11 intendentes de provincia. La ordenananza se basaba en la dictada para el virreinato del Río de la Plata en 1782.
Los intendentes gobernadores reunieron bajo su mando las causas (o ramos de gobierno) de justicia, policía, hacienda y guerra, dependiendo del comandante general de las Provincias Internas en las dos primeras y en el ejercicio del vicepatronato real el intendente de Arizpe. El tribunal de apelaciones era la Real Audiencia de Guadalajara. En asuntos militares el intendente también dependía del comandante general y tenía el mando de las tropas en su territorio, excepto que no fuera militar, ya que en ese caso solo se encargaba de los asuntos administrativos del ejército y el mando era ejercido por un comandante.
Para 1790 la Real Caja tenía ocho administraciones subalternas en Arizpe, San Miguel de Horcasitas, San Antonio de la Huerta, Cieneguilla, Álamos, Sinaloa, Culiacán, y Cosalá. 
Las recaudaciones de la intendencia correspondían a los estancos de tabaco, pólvora, naipes, sal, y azogue. A la venta de papel sellado, al impuesto comercial de la alcabala, a la producción y venta de mezcal y de aguardiente, al diezmo eclesiástico, y al tributo por vasallaje pagado por los indígenas, mulatos y mestizos. Cobraba también por el servicio de correo, el impuesto del real quinto de los mineros y el pago de la media anata que debían realizar los funcionarios reales.

## Partidos
La intendencia de Arizpe se subdivió en 11 partidos al mando de subdelegados de las cuatro causas. En el actual estado de Sonora se hallaban de norte a sur los partidos de: Cieneguilla (incluyendo el sur de Arizona), San Antonio de la Huerta, y Ostimuri. En el actual estado de Sinaloa se hallaban en el mismo orden los partidos de Álamos, El Fuerte, Sinaloa, Culiacán, Cosalá, Copala, Maloya, y El Rosario. Todos los partidos tomaron su nombre de la villa, pueblo o real de minas en donde tenía su residente el subdelegado.

## Desarrollo
A solicitud del rey el papa Pío IV erigió el obispado de Sonora el 7 de mayo de 1779, lo que fue mandado ejecutar por el rey el 17 de marzo de 1783, comprendiendo la intendencia de Arizpe y las Californias. Fue designado como primer obispo con sede en Arizpe fray Francisco Antonio de los Reyes. Las Californias fueron separadas del obispado de Guadalajara, mientras que Sonora y Sinaloa lo fue del obispado de Durango. En 1798 la sede del obispado fue trasladada a Culiacán.
El 17 de marzo de 1787 el rey dispuso la creación de la intendencia de Sinaloa, separándola de la Arizpe, nombrando al coronel Agustín de las Cuentas Zayas como gobernador intendente, pero una real orden del 30 de julio de 1789 anuló esa creación antes de que se llevara a efecto, pasando Cuentas Zayas a ser intendente de Chiapas.
El 6 de junio de 1790 arribó a Arizpe y tomó posesión del cargo el segundo intendente Enrique Grimarest, luego de recorrer la intendencia desde el sur. A solicitud del virrey, Grimarest elaboró un informe sobre las misiones de la intendencia y obtuvo del virrey que el puerto de Mazatlán fuese custodiado por 4 compañías de milicianos pardos disciplinados. Cuando Grimarest se hallaba preparando una expedición para asegurar el camino entre Sonora y Nuevo México, falleció en Nuri el 11 de diciembre de 1792.
El 28 de mayo de 1809 el intendente Alejo García Conde hizo jurar en Arizpe obediencia a la Junta Suprema de Sevilla. Entre fines de 1813 y principio de 1814 se puso en vigencia en las Provincias Internas del Poniente la Constitución de Cádiz de 1812, eligiéndose un diputación provincial en toda esa comandancia general con cabecera en la ciudad de Durango y jurisdicción sobre las intendencias de Durango y Arizpe y los gobiernos de Nuevo México y de las dos Californias. En mayo de 1814 el rey Fernando VII anuló la constitución y se volvió al régimen anterior. 
En 1820 fue abierto al comercio el puerto de Guaymas, el primero en esa condición en la intendencia. Hasta entonces el comercio naval debía realizarse por el puerto de San Blas en Nayarit.

## Guerra de Independencia en la intendencia de Arizpe
A fines de septiembre de 1810 se conoció en la intendencia de Arizpe el levantamiento insurgente que dio inicio a la guerra de independencia en Nueva España. El intendente brigadier García Conde organizó un pequeño ejército al mando del teniente coronel Pedro de Villaescusa y lo envió a El Rosario en la frontera con la intendencia de Durango. 
Luego de que los insurgentes ocuparan Guadalajara, Miguel Hidalgo envió desde allí a José María González de Hermosillo hacia las Provincias Internas para propagar la insurrección. González de Hermosillo inició la marcha el 1 de diciembre de 1810 con 2000 infantes y 300 jinetes y logró ocupar El Rosario el 21 de diciembre de 1810 tras vencer a Villaescusa en la batalla de Real del Rosario luego de que las 4 compañías de milicianos pardos del presidio de Mazatlán se pasaran a la insurgencia. Las fuerzas insurgentes saquearon en El Rosario la Real Caja de la intendencia de Arizpe. En su avance hacia el norte los insurgentes ingresaron el 27 de diciembre en la villa de San Sebastián, pero Villaescusa logró recomponer su tropa en San Ignacio Piaxtla, recibiendo refuerzos con el intendente García Conde desde los presidios. Las fuerzas insurgentes fueron completamente derrotadas por García Conde en la batalla de San Ignacio de Piaxtla el 7 de febrero de 1811, retornando los restos de la división en desbandada a Jalisco. Desde ese momento las tropas de García Conde inscursionaron fuera de las fronteras de la intendencia en diversas oportunidades, mientras el largo servicio fuera de su territorio y las malas condiciones de pago hicieron que se produjeran levantamientos ópatas a fines de 1819 en el presidio de Bavispe y el 1 de enero de 1820 en el puerto de Guaymas.
El Plan de Iguala, proclamado por Agustín de Iturbide el 24 de febrero de 1821, fue jurado en El Rosario el 16 de julio de 1821 por el teniente coronel Fermín de Tarbé y por el párroco fray Agustín José Chirlín, antes de que Iturbide proclamara la independencia de México el 27 de septiembre de 1821. 
A fines de agosto de 1821 el comandante general Alejo García Conde pactó con el iturbidista Celestino Negrete y adhirió al Plan de Iguala, haciéndolo jurar en Chihuahua el 26 de agosto y en Arizpe el 6 de septiembre.

## Final de la intendencia
En aplicación de la restaurada Constitución de Cádiz, que siguió vigente luego de la independencia de México, el 24 de febrero de 1822 fue elegida como consejo asesor la diputación provincial en Arizpe, pasando la intendencia a denominarse provincia de Sonora y Sinaloa y el intendente gobernador a ser jefe político superior. Antonio Narbona fue elegido para ese cargo, hasta la división del territorio en dos provincias en octubre de 1823, la de Sonora y la de Sinaloa.

## Intendentes de Arizpe
- Pedro Corbalán          1770-1787
- Pedro Garrido Durán     1787-1789
- Enrique de Grimarest    1789-1793
- Alonso Tresierra y Cano 1793-1796
- Alejo García Conde      1796-1813
- Ignacio de Bustamante      1813-1813
- Alonso Tresierra y Cano 1813-1814
- Antonio Cordero         1814-1817
- Ignacio de Bustamante      1817-1818
- Manuel Fernández Rojo   1818-1818
- Ignacio de Bustamante      1818-1819
- Juan José Lombán        1819-1819
- Antonio Cordero         1819-1821